# Bundesstraße 2R
De Bundesstraße 2R (kortweg B2R), meestal Mittlerer Ring genoemd) is een ringweg in het stadsgebied van de Zuid-Duitse stad München. De weg is veelal uitgevoerd als ongelijkvloerse vierstrooksweg en functioneert als ruggengraat van het Münchense wegverkeer. De B2R is het beginpunt van vijf autosnelwegen en sluit aan op de belangrijkste binnenstedelijke verkeerswegen.
Vanwege de functie komen files veelvoudig voor tijdens de spits.
Oorspronkelijk was de B2R gepland als Bundesautobahn 999 (A999) en werd in de jaren 60 gepland en geopend. De naam Mittlerer Ring, die ook op de omliggende snelwegen wordt gebruikt gaat terug op de plaats van de ring. Deze bevindt zich tussen de oude Altstadtring en de buitenste ring van München, de A99.
De ring heeft een aantal lokale benamingen, in klokwijzerzin vanaf het noorden wordt gesproken over de Isarring, Richard-Strauss-Straße, Leuchtenbergring, Innsbrucker Ring, Chiemgaustraße, Tegernseer Landstraße, Candidstraße, Brudermühlstraße, Heckenstallerstraße, Garmischer Straße, Trappentreustraße, Donnersbergerbrücke, Landshuter Allee, Georg-Brauchle-Ring, Petuelring en Schenkendorfstraße.

## Uitbreiding van de ring / drie tunnels
Op 23 juni 1996 stemde de bevolking van München middels een referendum in met de uitbreiding van de B2R, waaronder de aanleg van drie tunnels.

### Petueltunnel
Het eerste project dat onderdeel was van de uitbreiding was tussen 1997 en 2002 de aanleg van de Petueltunnel tussen het Olympiapark en de aansluiting met de B11.

### Effner Platz- en Richard-Strauss-tunnel
Aan de oostzijde van de ring werd een 2,5 kilometer lange kruisingsvrije uitbreiding aangelegd. Hiervan bevindt twee kilometer weg zich in een tunnel. De werkzaamheden waren in 2003 begonnen, de kleine Effner Platztunnel werd in 2006 geopend, de langere Richard-Strauss-tunnel inclusief een ongelijkvloerse kruising met de A94 werd in 2009 geopend.

### Zuidwesttunnel
Het derde grote tunnelproject heeft tot doel ook het zuidwestelijke deel van de Mittlerer Ring verkeerslicht- en kruisingsvrij te maken. Er rijden op het drukste moment ongeveer 100.000 voertuigen over dit gedeelte van de ring. De oorspronkelijke planning uit 2002 voorzag dat er in 2004 zou worden begonnen met de bouw. In 2006 werd besloten dat de aanleg in 2009 zou worden aangevat. De werken duurden van 2009 tot de voltooiing in 2015.
De Tunnel Südwest begint ten zuiden van de aansluiting op de A96. Het gedeelte tussen de aansluitingen op de A95 en de A96 werd opgewaardeerd. Zo werd een alternatief geboden voor het ontbrekende stuk A99 tussen deze twee autosnelwegen.

## Galerij

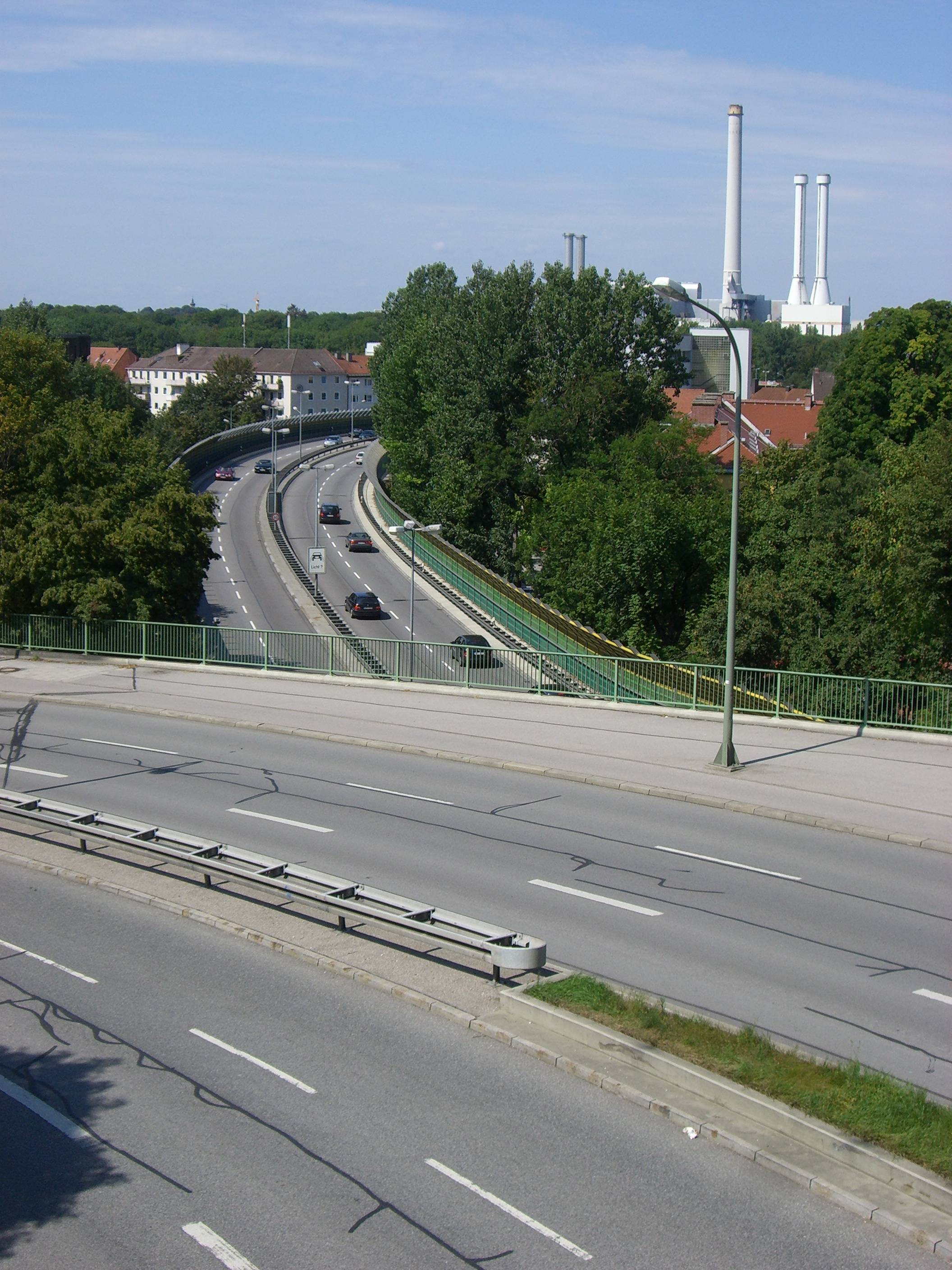
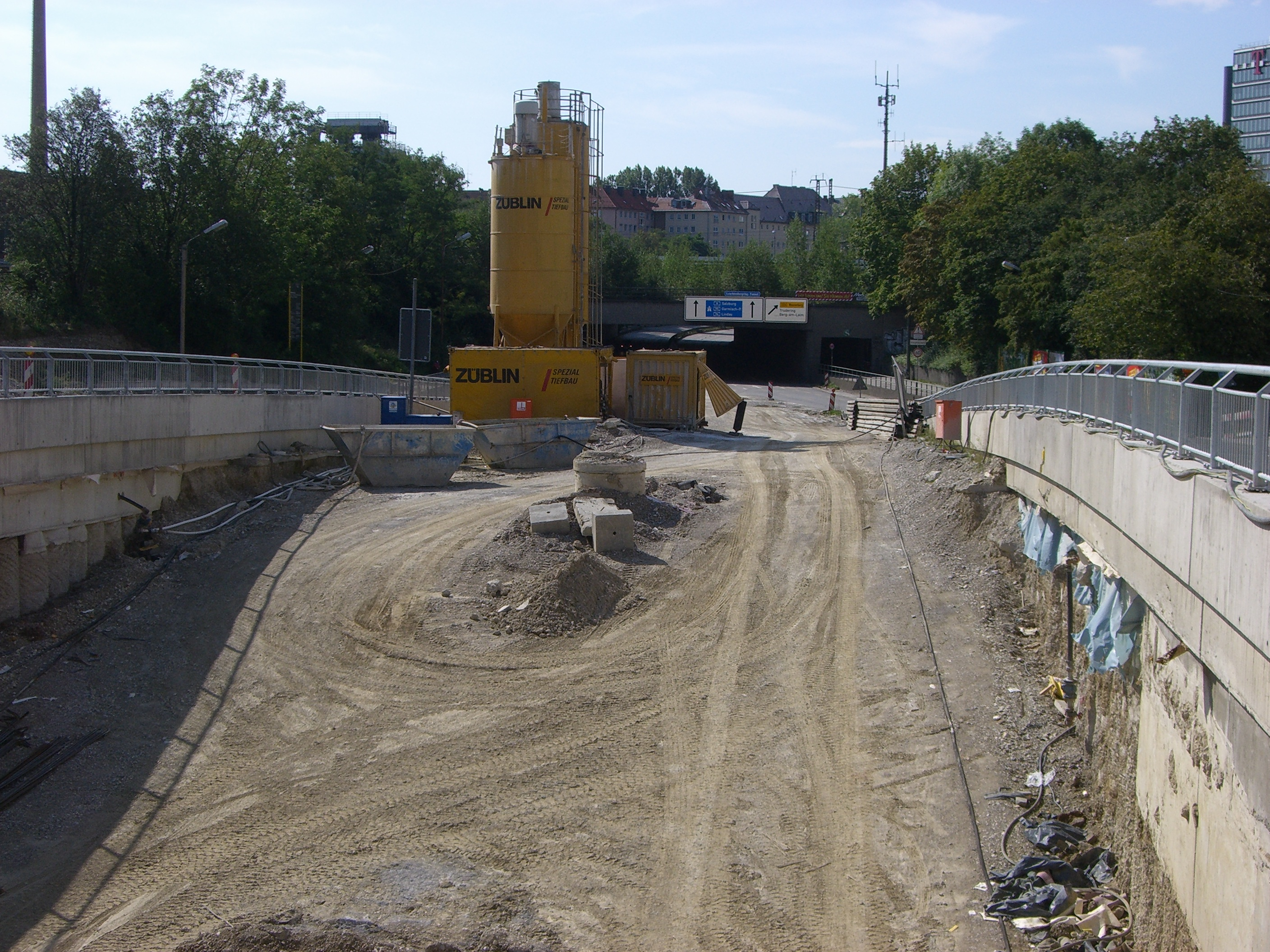
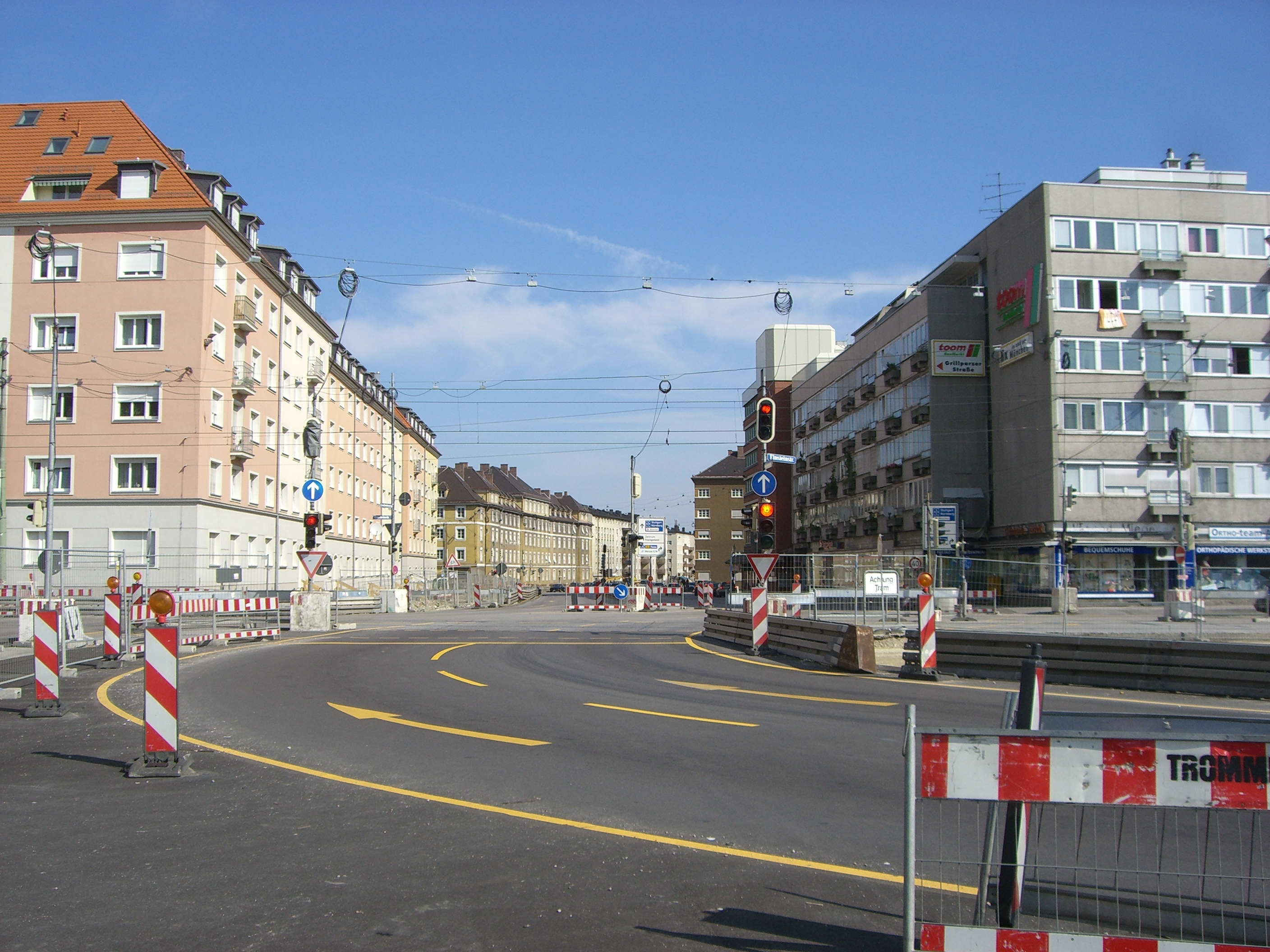

B2 · B2a · B2R · B3 · B4 · B4R · B8 · B10 · B11 · B12 · B13 · B13n · B14 · B15 · B15n · B16 · B17 · B18 · B19 · B20 · B21 · B22 · B23 · B25 · B26 · B26a · B27 · B28 · B28a · B29 · B30 · B31 · B31a · B32 · B33 · B33a · B34 · B35 · B36 · B37 · B38 · B38a · B39 · B44 · B45 · B47 · B85 · B89 · B131n · B173 · B276 · B278 · B279 · B285 · B286 · B287 · B289 · B290 · B291 · B292 · B293 · B294 · B295 · B296 · B297 · B298 · B299 · B300 · B301 · B302 · B303 · B304 · B305 · B306 · B307 · B308 · B309 · B310 · B311 · B312 · B313 · B314 · B315 · B316 · B317 · B318 · B319 · B340 · B378 · B388 · B415 · B425 · B426 · B462 · B463 · B464 · B465 · B466 · B467 · B468 · B469 · B470 · B471 · B472 · B491 · B492 · B500 · B505 · B512 · B523 · B532 · B533 · B535 · B588 · B999